# Chiesa di Santa Maria dei Raccomandati
La chiesa della Madonna dei Raccomandati si trova a Gessopalena, in provincia di Chieti, affacciata su piazza Roma.

## Storia

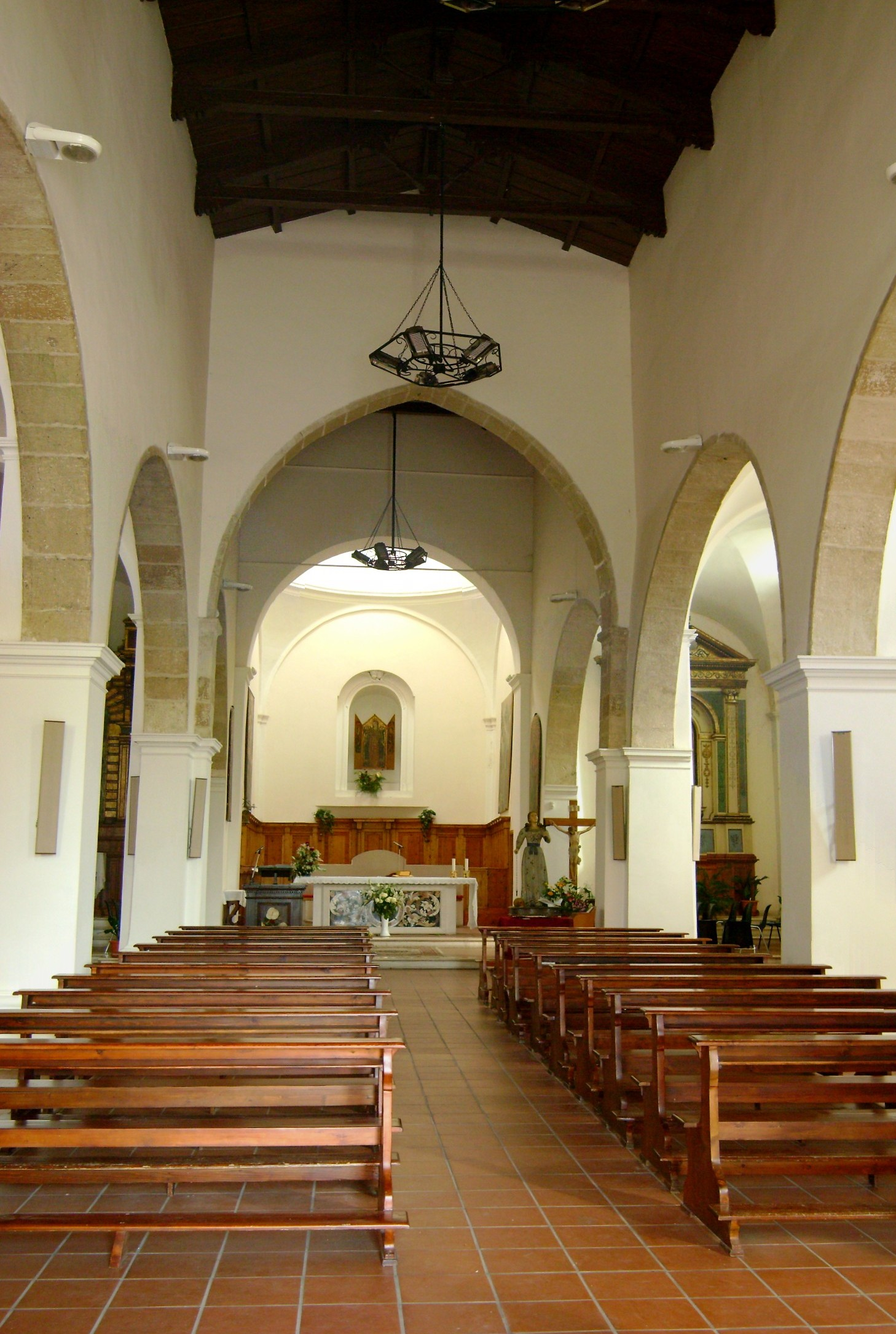
L'interno

La fondazione dell'edificio è attribuita ai francescani nella seconda metà del XVI secolo. L'ordine Terziario Francescano dei frati Cappuccini ebbe il sito fuori le mura di Gesso per l'edificazione del monastero. Vi fu eretta la Confraternita di Maria SSma dei Raccomandati, che aveva il compito di gestire i beni della chiesa, anche quando con le soppressioni francesi e poi piemontesi, il convento fu chiuso. A seguito di smembramenti e divisioni della struttura, nonché alle distruzioni belliche, il convento è andato interamente perduto, e resta solo l'edificio chiesastico. Risale al Cinquecento il portale laterale, che riporta stilemi tardoromanici.

## Descrizione
La chiesa si trova in posizione rialzata dall'antistante piazza Roma, da cui è separata mediante una scalinata. La superficie a pietra a vista della facciata, chiusa agli angoli da cantonali in conci squadrati, poggia su uno zoccolo in muratura pseudo-isodoma. La facciata attuale è frutto di un intervento neoclassico del XIX secolo, opera di Raffaele Tozzi.
Ai lati del portale è presente un fronte di tempio ionico diastilo, delimitato da due lesene scanalate a sezione rettangolare, che sorregge una trabeazione sormontata da timpano, con cornici dentellate che proseguono il coronamento orizzontale della facciata. Il portale, delineato da stipiti e architrave a fasce, è sovrastato da una cornice modanata che poggia su mensole. 

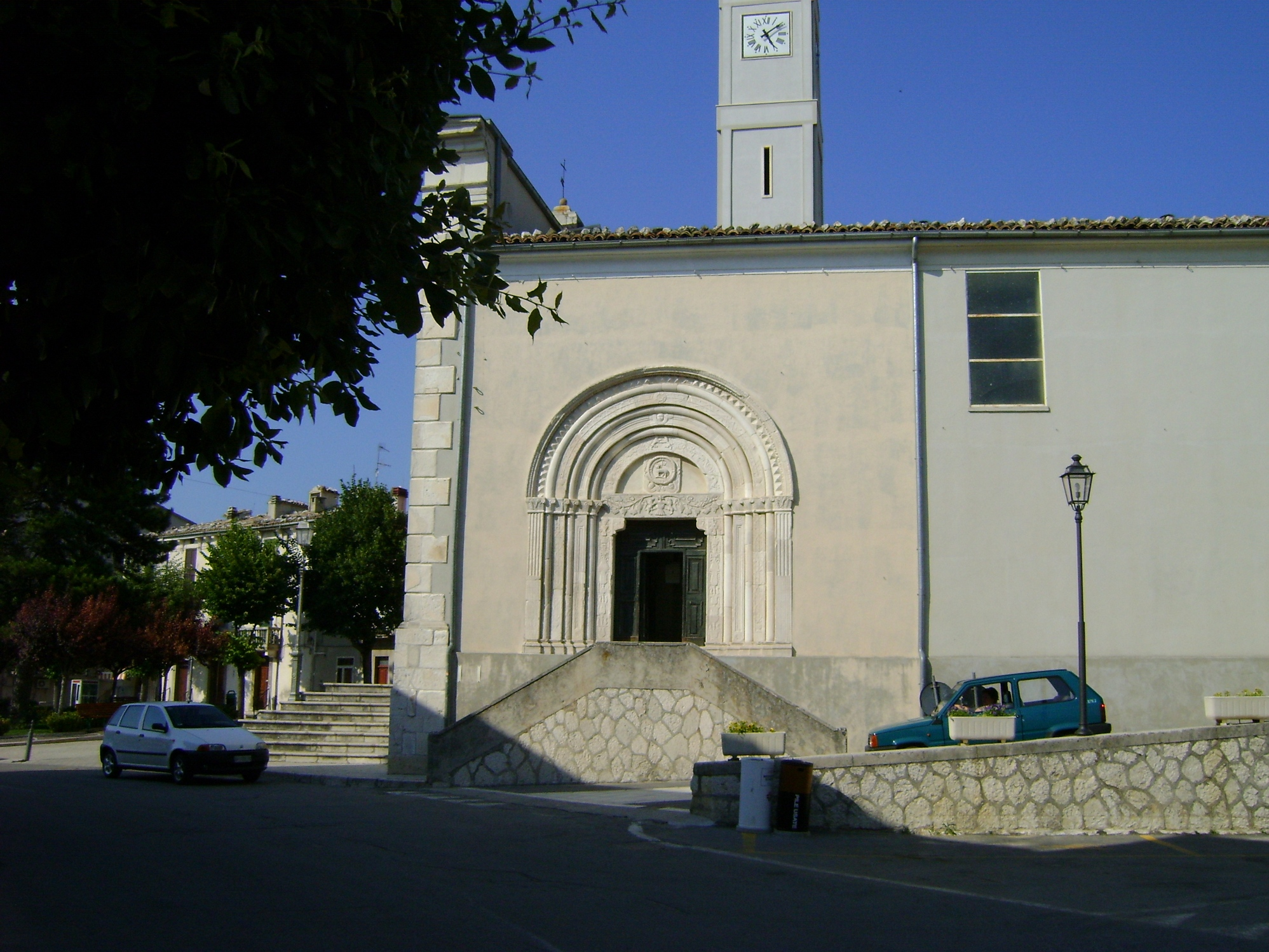
La fiancata destra, con il portale romanico abruzzese con una leggera strombatura

 All'interno del fronte di tempio vi è anche, in asse con il portale, una finestra semicircolare con archivolto in stucco.
Il campanile laterale è stato realizzato negli anni '60, a pianta quadrata, molto slanciato e alto, visibile a km di distanza, con una cuspide piramidale e con orologio. Sostituisce l'antico campanile a vela posto lateralmente la cupola circolare all'altezza del presbiterio, sormontata da una piccola lanterna. Il lato cella chiesa su via Peligna, è stato semi-distrutto dai tedeschi nel 1943-44 a colpi di mortaio, fortunatamente la porzione col portale romanico è rimasta illesa.

### Il portale
Il portale laterale è l'elemento di maggiore pregio, in stile tipico del romanico abruzzese, con archi concentrici impostati su colonnine, con stipiti, architrave ed archivolto ornati da bassorilievi di figure fitomorfe e motivi vegetali. Nella lunetta è contenuto un bassorilievo raffigurante l'agnello crucifero. Molto pregiato, secondo lo storico Luigi Cicchitti, il portale stava originalmente nella facciata principale della chiesa, poi essendo l'ingresso troppo piccolo, fu smontato e rimontato lateralmente. L'architettura, benché poco studiata, nemmeno da Gavini e Moretti, rappresenta uno dei capolavori medievali della valle del Sangro e dell'Aventino.
Ha 7 archi concentrici a tutto sesto, che si impostano su lesene attaccate tra loro, con capitelli a bouquets di foglie; le modanature delle arcate che vanno estendendosi sempre più dalla lunetta all'ultima arcata di cornice, non sono da trascurare, in quanto lasciano travisare che il maestro si stava spostando dall'arte tardo romanica, ravvisabile nel chietino al maestro Nicola Mancino di Ortona, a quella gotica, e ciò è riscontrabile nelle decorazioni a punta di diamante della modanatura, mentre la decorazione a motivi ovoidali e tralci nell'ultima arcata di cornice, lasciano intendere ancora l'uso di un impaginato romanico ben radicato nell'Abruzzo.
Di interesse anche la decorazione della testa d'angelo con ali e del Trigramma Bernardiniano di Cristo, posteriori (XV secolo), mentre la decorazione dei due leoni che in modo omogeneo si scontrano rampanti, pare essere romanica. L'agnello mistico Crucifero, che rappresenta Cristo, presso la lunetta, è tardo romanico, molto ben raffinato, inquadrato in una cornice di tralci vegetali e viti, sorretta da due teste di putti angelici. Ciò che colpisce è anche l'architrave sotto la lunetta, riccamente decorata da fregi a tralci di viti, con due pavoni che si abbeverano a una fonte, il che lascia intendere, caso unico nella provincia di Chieti, che il maestro conoscesse molto bene le sculture della Roma paleocristiana, in quell'epoca di sincretismo di simboli pagani riconvertiti all'uso provvidenziale cristiano, come il tralcio della vite a grappoli, simbolo di rigenerazione, e i pavoni che si abbeverano alla fonte della Vita. La decorazione a motivi a candelabra prosegue presso gli stipiti dell'architrave, anche se si pensa che possano essere più posticci, del XV secolo.

### L'interno
L'interno è ripartito in tre navate da archi a tutto sesto che poggiano su pilastri a sezione quadrata, completamente intonacati di bianco, a cui fanno da basi e da capitelli delle semplici modanature. Il soffitto si presenta diverso nelle varie sezioni. Nelle navate laterali vi è una copertura a crociera per ogni campata. Nella navata centrale la copertura è costituita da un tetto a due falde su capriate lignee. L'abside invece presenta una calotta emisferica impostata su pennacchi. I muri sono interamente intonacati di bianco, ad eccezione delle arcate, che presentano uno stretto profilo in conci di pietra calcarea. Un grande arco a sesto acuto separa la navata centrale dal presbiterio.
L'altare maggiore è ornato da intarsi marmorei policromi con volute vegetali e floreali. Gli altari laterali possiedono un dossale con paraste, trabeazione e timpano, decorati da bassorilievi in stucco dorato. Di opere sacre si conserva un trittico del XV secolo della scuola di Pietro Alemanno, ritraente la Madonna dei Raccomandati o "della Misericordia" tra due santi e i fedeli oranti in basso.
Presso il presbiterio ci sono altre opere di interesse: un quadro di San Felice da Cantalice col Bambino davanti alla Madonna, un cartiglio illustra le iniziali delle lettere R.D., sciolte in Domenico Renzetti detto il "Fracasso", pittore e scultore di Lanciano attivo nella metà del XVII sec.; a seguire un quadro dei Santi dell'Ordine Terziario Francescano che adorano il Bambino, due dipinti su legno del pittore locale firmatosi "Diotaiutarà", ritraenti i Santi Pietro e Paolo.
Diotaiutarà dipinse, nel dossale finale della navata sinistra, un quadro della Deposizione di Cristo, con firma, opera incassata in un tabernacolo ligneo dipinto. Un piccolo ciborio in legno dipinto e dorato, utilizzato per contenere le ostie, con un dipinto del Cristo risorto. Lungo la navata laterale sinistra si osservano l'altare in scagliola con la statua di San Rocco, attribuita a Gioacchino Pellicciotta di Perano (CH), dei quadri piccoli del pittore Nicola Ranieri di Guardiagrele che mostrano la copia di Guido Reni del San Michele che sconfigge il Demonio, un San Felice da Cantalice, e un quadro di anonimo abruzzese del XVI sec che mostra la Natività di Gesù tra i pastori.
Nella navata di destra sono esposte una statua di fattura popolare di una Madonna "arborea", una statua in cartapesta lecce del Sacro Cuore di Gesù, una statua di San Nicola di Bari opera di tale C. Coppola, datata 1889, di ambito abruzzese, della scuola di Gabriele Falcucci di Atessa, una statua della Madonna Immacolata, gli altri quadretti di Nicola Ranieri, che mostrano Santa Teresa e l'Angelo custode; un grande quadro di Giulio Cesare Bedeschini della Madonna Immacolata tra i Santi, e il capoaltare in scagliola con la statua San Valentino.

## Galleria d'immagini

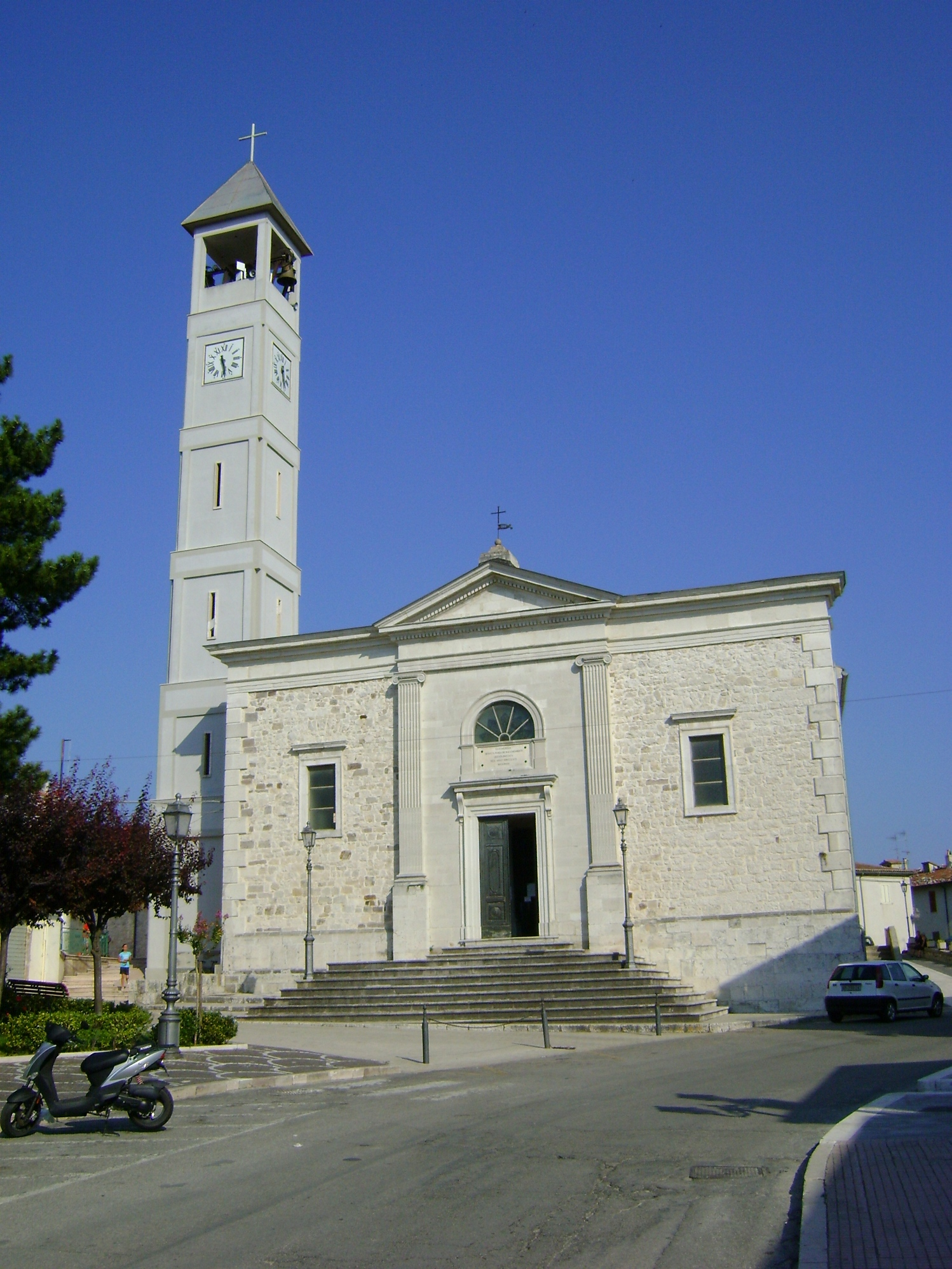
La facciata
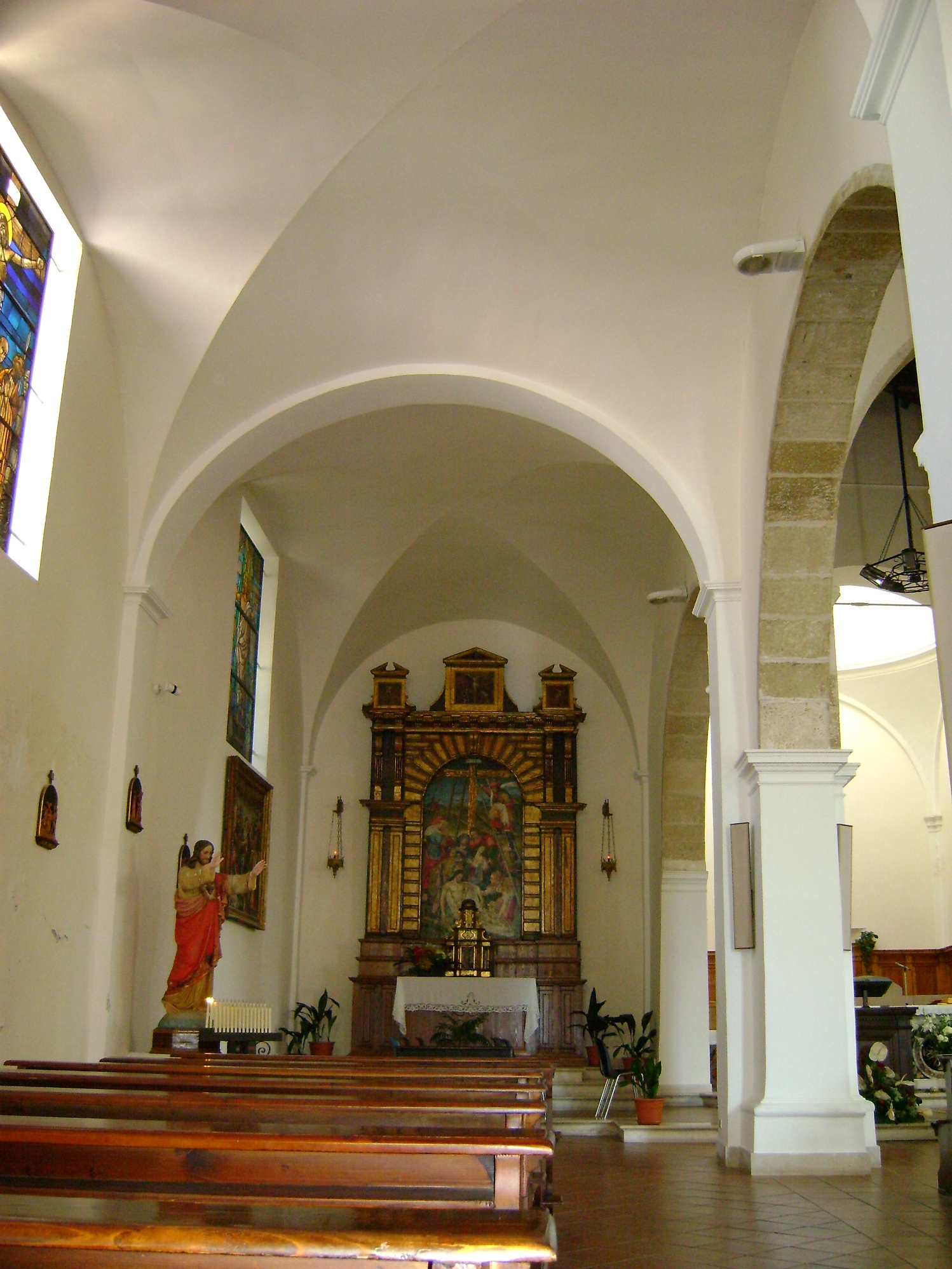
La navata sinistra, l'altare con il quadro della "Deposizione" del pittore Diotaiutarà
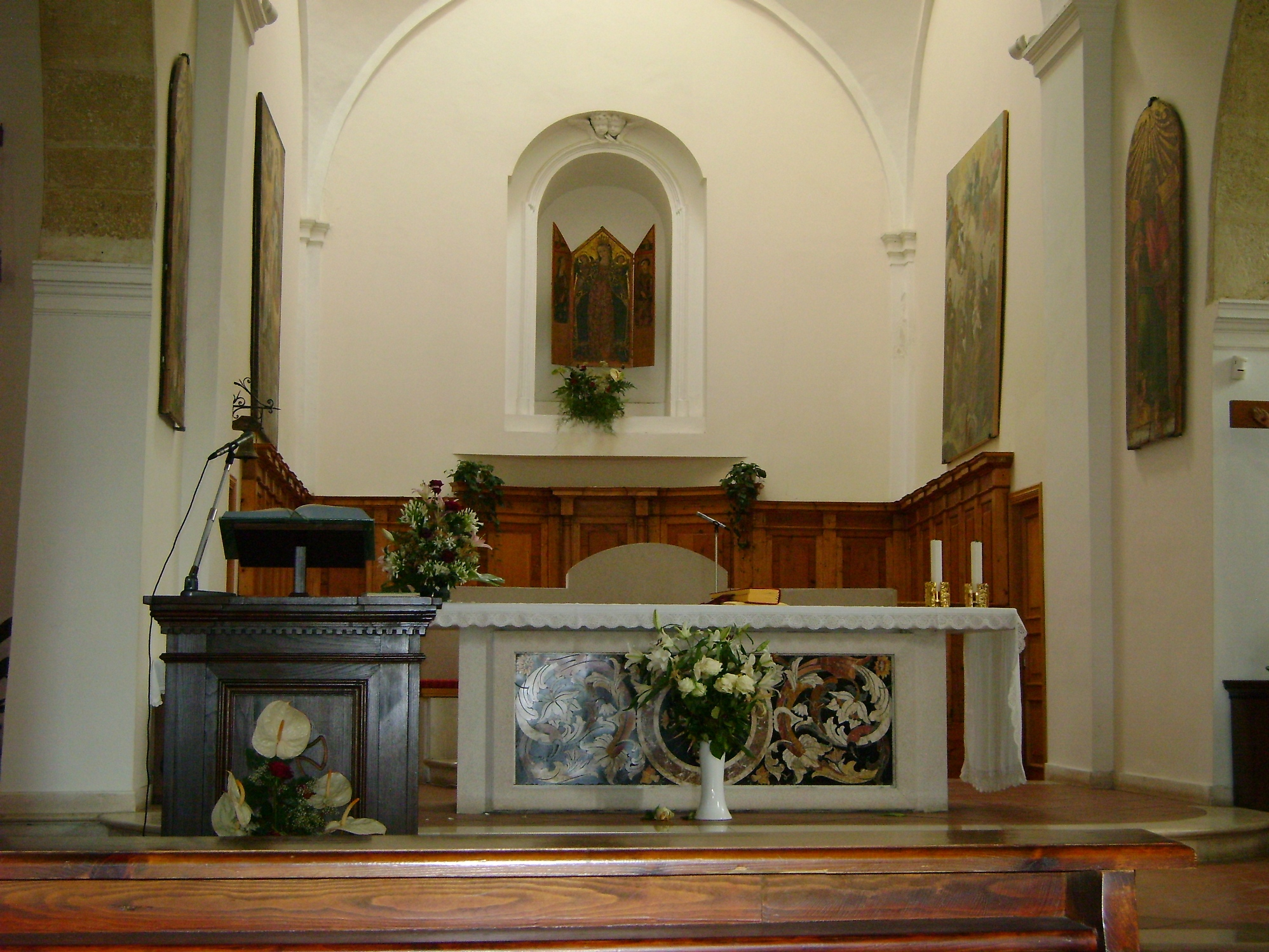
L'altare
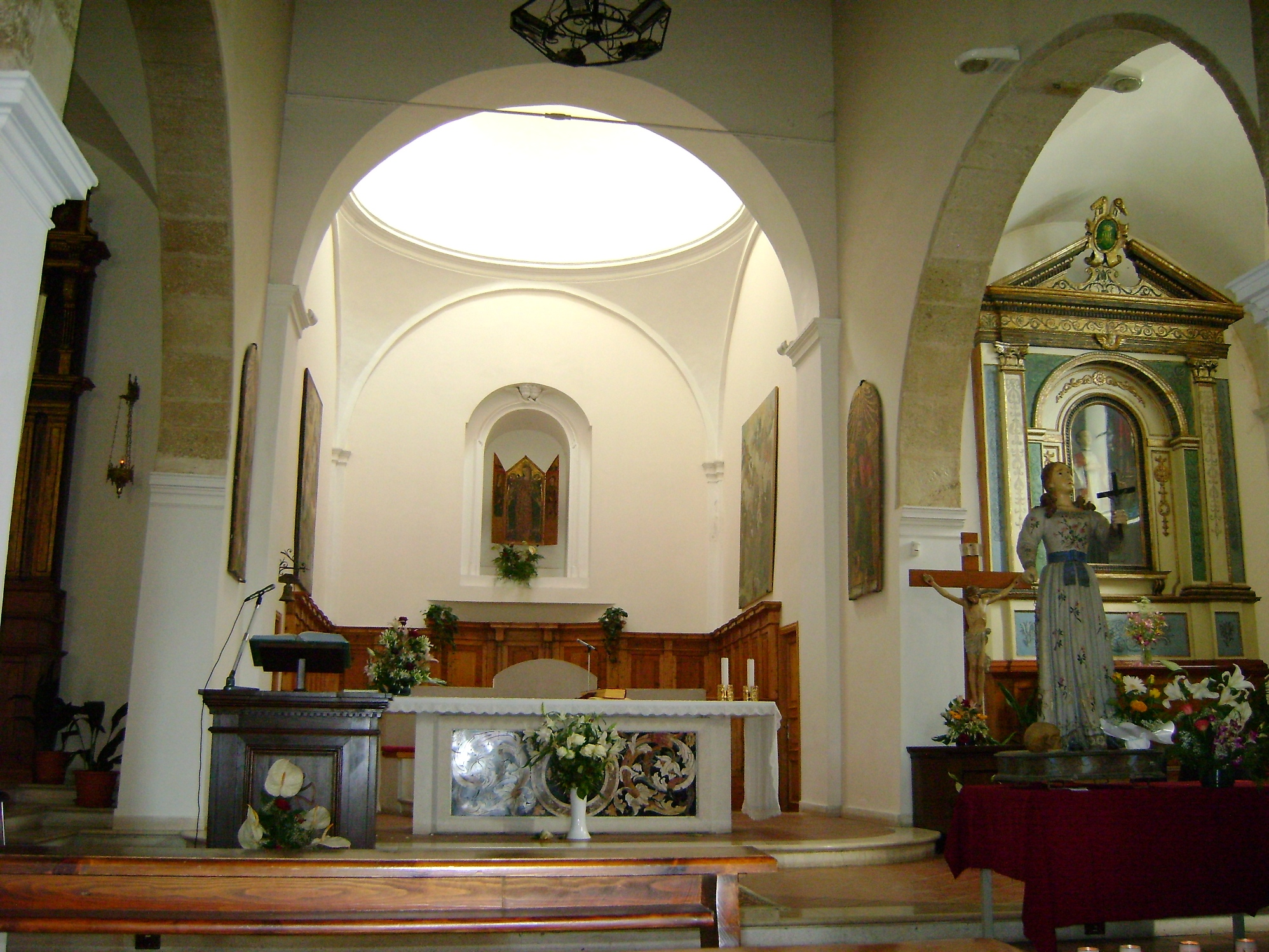
Il transetto, con l'altare maggiore e l'altare minore destro